# Ledberg
Ledberg uttal (fil) är kyrkbyn i Ledbergs socken, Linköpings kommun, Östergötlands län.
Ledberg ligger vid en ås på vilken Ledbergs kyrka ligger invid Ledbergs kulle, Östergötlands största gravhög, daterad till vikingatiden. Strax nedanför rinner Svartån och på andra sidan åsen dess största biflöde Lillån. Namnet Ledberg innehåller ordet led, som betyder väg och syftar på en väg eller led vid den höjd där sockenkyrkan ligger.

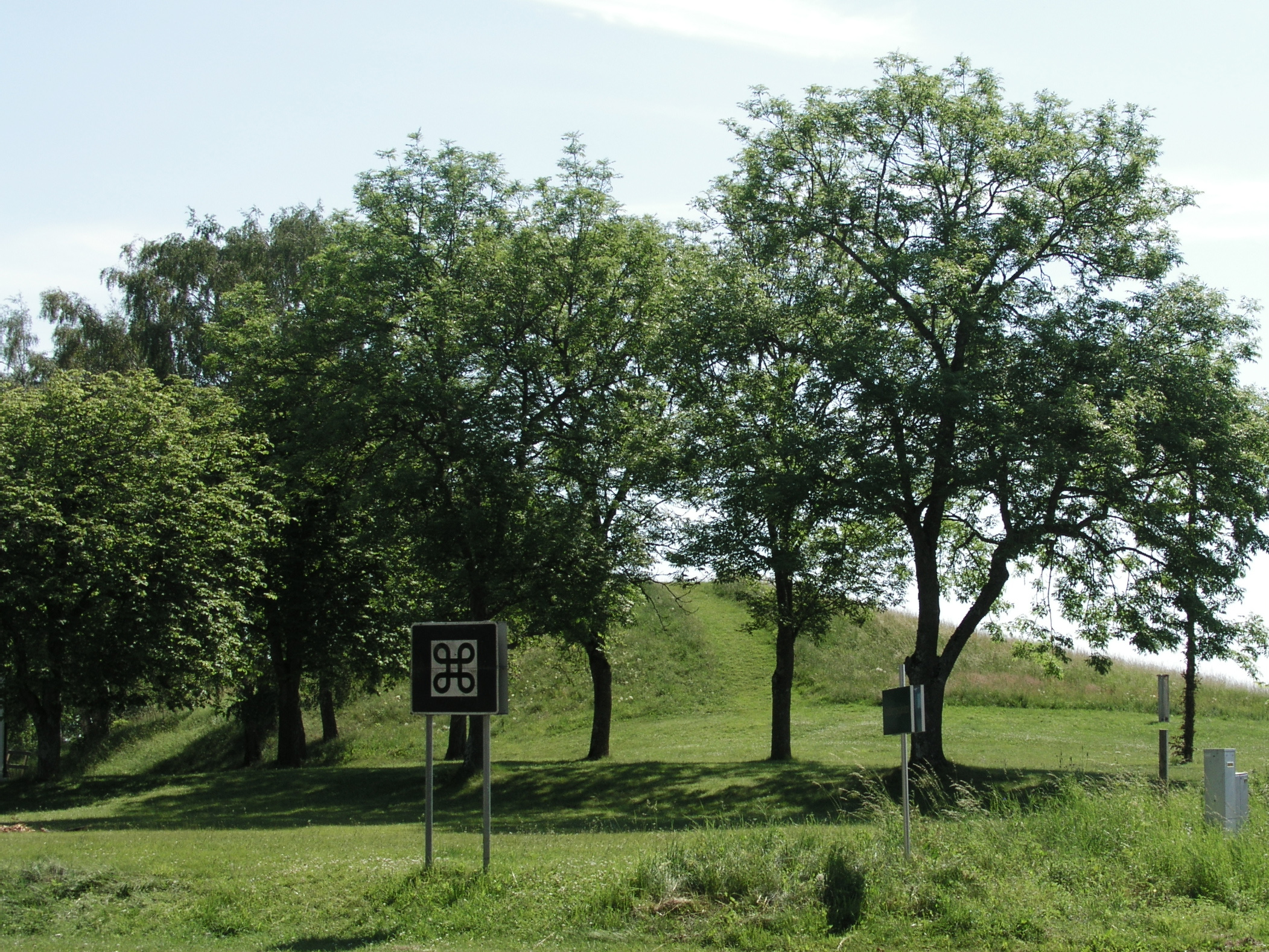
Ledbergs kulle

Intill kyrkan finns den så kallade Ledbergsstenen, med runinskrift från tiohundratalet.
Ledberg har på senare år blivit känt på grund av sitt framgångsrika innebandylag, Ledbergs IBF, som säsongen 2017-18 tog sig upp till herrarnas division 1. 